# Schwarzwihrberg
Der Schwarzwihrberg ist ein seine Umgebung dominierender Burgberg im Oberpfälzer Wald.

## Geographie
Der 706 m hohe Schwarzwihrberg liegt im südlichen Teil des Oberpfälzer Waldes bei der Stadt Rötz im Oberpfälzer Landkreis Cham und stellt mit anderen Erhebungen den östlichen Eckpunkt des Schwarzach-Berglandes dar. Er erhebt sich nördlich über dem Tal der Schwarzach mit dem Eixendorfer Stausee. Die umfangreiche Ruine der Schwarzenburg auf dem bewaldeten und felsigen Gipfel des Schlossbergs, der höchsten Erhebung des Schwarzwihrbergmassivs, befindet sich etwa 3 km westnordwestlich des Stadtzentrums von Rötz, 1 km westlich der Ortschaft Bauhof, einem Ortsteil der Gemeinde Rötz, oder circa 20 km nordwestlich von Cham. Die Ruine befindet sich etwa 270 Meter über dem Tal. Mit seinen weitläufigen Wäldern bildet der Berg eine eigene Flurabteilung in der Gemarkung Hetzmannsdorf der Stadt Rötz.

## Burg Schwarzenburg
Die Schwarzenburg wurde im 11. Jahrhundert gegründet. Ihre erste urkundliche Erwähnung erfolgte zwischen den Jahren 1048 und 1060 mit „Heinricus de Swarcenburg“, ein als Klostervogt in einer Traditionsnotiz des Klosters Sankt Emmeram in Regensburg erwähntes Mitglied einer damals einflussreichen Familie von Edelfreien. Um das Jahr 1450 wurde die Burg verstärkt und um 1500 mit mächtigen Bastionen und einem Rondell erweitert. Sie wurde 1634 von den Schweden während des Dreißigjährigen Krieges zerstört und anschließend als Steinbruch genutzt. Heute wird die frei zugängliche Burgruine im Bereich der Vorburg größtenteils als Tribüne für die auf der Burg stattfindenden Festspiele genutzt, im Bereich der Hauptburg befindet sich eine zeitweise bewirtschaftete Schutzhütte mit Biergarten. Der begehbare Bergfried dient als Aussichtsturm.

## Naturdenkmal Steinerne Wand
Die Steinerne Wand ist eine natürliche Felsformation auf dem Schwarzwihrberg. Das Geotop ist eine spektakuläre Aneinanderreihung von vielen großen Granitfelsen im Wald. Auf ca. 300 m zieht sich dieser Grat durch den Wald, dessen verwitterte Wand an manchen Stellen bis zu 20 m steil abfällt. Der Goldsteig führt als gesicherter Wandersteg über diese einzigartige Felsformation.